# ニック・オマリー
ニコラス・エドワード・オマリー (Nicholas Edward O'Malley )、ニック・オマリー（Nick O'Malley, 1985年7月5日 - ）は、イギリスのミュージシャン。アークティック・モンキーズのベーシストである。 

## 人物
16歳でベースを始める。当初はギターかドラムを演奏したかったが、父親に拒否された為ベースを手にした。Arctic Monkeysに参加する前は、地元のガレージロックバンド、The Dodgemsでベースを演奏していた。
2006年5月、バンドの前ベーシストであったAndy Nicholsonが北アメリカツアーへの参加を拒否した事から、一時的なメンバーとしてアークティック・モンキーズへ加入する。僅か2日の間に、バンドの楽曲を覚えなければいけなかったと語っている。
2006年5月25日, イーストロンドンのOld Blue Last Pubで行われた客数僅120人のシークレットギグにてバンドでの初演奏。その僅か2日後の同年5月27日カナダ・バンクーバーで行われた北アメリカツアーでは数万人の前で演奏する。
当初は、一時的なツアーメンバーとしての参加であったがその後正式なメンバーとして加入している。

## 使用楽器

### ベース
- Fender Precision Bass (2006–present)
- Epiphone Jack Casady Signature Bass (2013–present) – Used on "Why'd You Only Call Me When You're High?"
- Rickenbacker 3000 (2006–present)
- Gretsch Broadkaster (2009)
- Fender Jazz (2012–present)
- Burns Sonic Bass 1962 Reburst (2018–present)

### アンプ
- Ashdown CTM-300 (2013–present)
- Ampeg SVT-VR

### ペダル
- Skychord Truck Loud Overdrive
- Electro-Harmonix Micro POG
- Zvex Woolly Mammoth Fuzz